# Irina van Goeree
Irina van Goeree, pseudoniem van Maria-Frieda (Kitty) De Keuster (Antwerpen, 25 juli 1924 - Wilrijk, 15 april 2020), was een Vlaams schrijfster en psychologe. Na haar studie doceerde Van Goeree psychologie op een opleiding tot verpleegkundige. Naast lid van de Nederlandse Taalunie was ze lid en later voorzitter, van de Adviescommissie letteren van de Vlaamse Gemeenschap.
Voor haar pseudoniem besloot ze het voorste deel van haar voornaam weg te laten en te vertalen tot Irina. Met Van Goeree wilde ze een grootmoeder eren, die in Zuid-Holland woonde in de buurt van Goeree-Overflakkee.
Hoewel ze begonnen was met het schrijven van verhalen en sprookjes, debuteerde Van Goeree in 1964 met haar eerste van elf romans: Icara zonder vleugels. Haar boeken zijn uitgegeven door onder andere het Davidsfonds, Standaard Uitgeverij en Hadewijch. Haar werk werd meermaals bekroond en kreeg vele vertalingen. Haar werk is impressionistisch en vaak fragmentarisch van aard, en kenmerkt zich door Van Goeree's eruditie en belezenheid en haar liefde voor reizen en cultuur.
Ze was getrouwd met architect Herman Huygh (1923-1977). Ze hertrouwde in 1979 met Fernand Debaedts (1923-2015), hoogleraar aan de universiteit van Antwerpen en later voorzitter van het Grondwettelijk Hof. 